# Olympische Sommerspiele 1996/Teilnehmer (Mazedonien)
| Gelbes Symbol für Goldmedaillen mit stilisierten Olympischen Ringen | Graues Symbol für Silbermedaillen mit stilisierten Olympischen Ringen | Braundes Symbol für Bronzemedaillen mit stilisierten Olympischen Ringen |
| ------------------------------------------------------------------- | --------------------------------------------------------------------- | ----------------------------------------------------------------------- |
| —                                                                   | —                                                                     | —                                                                       |

Mazedonien trat unter dem Namen Ehemalige Jugoslawische Republik Mazedonien bei den Olympischen Sommerspielen 1996 an und nahm damit zum ersten Mal an einem olympischen Sommerturnier teil. Es traten elf Athleten (acht Männer und drei Frauen) in 16 Wettkämpfen in vier Sportarten an.

## Teilnehmer nach Sportarten

### Kanu
Männer
- Lazar Popovski
Einer-Kajak Slalom: 29. Platz

- Nenad Trpovski
Einer-Canadier Slalom: 30. Platz

Frauen
- Ana Ugrinovska
Einer-Kajak Slalom: 29. Platz

### Ringen
- Vlatko Sokolov
Halbfliegengewicht, Freistil: 11. Platz

- Šaban Trstena
Bantamgewicht, Freistil: 5. Platz

- Valerij Verhušin
Weltergewicht, Freistil: 10. Platz

### Schießen
- Darko Naseski
Luftgewehr 10 m: 36. Platz

### Schwimmen
| Disziplin           | Männer                   | Frauen                  |
| ------------------- | ------------------------ | ----------------------- |
| 400 m Freistil      |                          | Mirjana Bosevska (22.)  |
| 800 m Freistil      |                          | Mirjana Bosevska (22.)  |
| 100 m Schmetterling | Kire Filipovski (42.)    |                         |
| 200 m Schmetterling | Aleksandar Malenko (23.) | Natasha Meskovska (23.) |
| 400 m Lagen         | Aleksandar Malenko (24.) | Mirjana Bosevska (23.)  |